# Giovanni Pellesini
Giovanni Pellesini (Modena, 1526 – 1615 circa) è stato un attore teatrale italiano.
Dopo aver recitato (dal 1576) in Toscana si spostò a Ferrara nel 1580. Ivi fondò insieme ad altri la Compagnia degli Uniti.
Nel 1613 si spostò a Parigi. Tra i suoi personaggi era celeberrimo lo zanni Pedrolino.